# Медведев, Анисим Матвеевич
Анисим Матвеевич Медведев (1895, Осиновка, Семиреченская область — ?) — председатель колхоза «Победа» Андреевского района (1938—1954), Герой Социалистического Труда (1948).

## Биография
Родился в 1895 году в селе Осиновка. Работал батраком.
С 1917 по 1920 год участвовал в Гражданской войне, в том числе в Черкасской обороне (Семиреченская область).
В 1925—1929 годы — председатель Осиновского сельского совета; в 1926 году вступил в ВКП(б). В 1930—1933 годы — председатель колхоза «Весёлый труд» (Саркандский район), в 1938—1954 — председатель колхоза «Победа» (Андреевский район); в 1947 году урожайность пшеницы в колхозе составила 31,39 ц/га. 28 марта 1948 года удостоен звания Героя Социалистического Труда.
В 1955 году вышел на пенсию. Жил в Осиновке. Дата смерти не установлена.

## Награды
- два ордена Трудового Красного Знамени (16.11.1945, 9.4.1947)
- звание Героя Социалистического Труда (28.3.1948) с вручением золотой медали «Серп и Молот» (№ 1616) и ордена Ленина (№ 70214) — за получение высоких урожаев пшеницы при выполнении колхозом обязательных поставок и натуроплаты за работу МТС в 1947 году и обеспеченности семенами зерновых культур для весеннего сева в 1948 году
- орден Ленина (6.6.1949)
- медали[2].